# Бігове колесо для кота

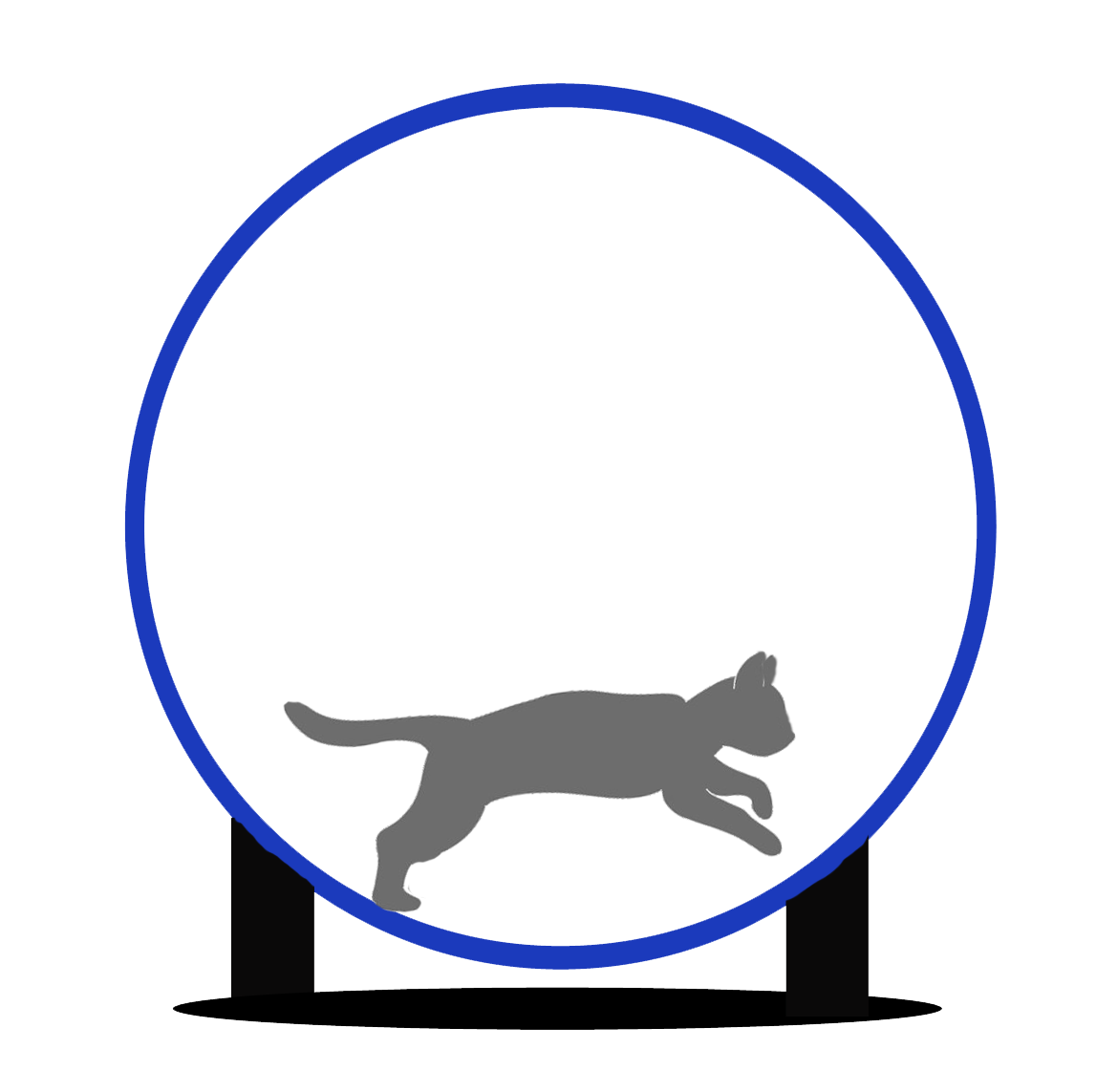
Бігове колесо для кота

Бігове колесо для кота — спеціальна конструкція, у вигляді великого колеса, внутрішнім діаметром, зазвичай, 80 -120 см, іноді більше, призначене для того, щоб кіт міг бігати або ходити на ньому з метою фізичної активності чи розваги. Зовні таке колесо є певним аналогом бігової доріжки, а за конструкцією нагадує збільшене колесо для хом'яків (інших гризунів): обертання відбувається завдяки вазі кота, що рухається всередині колеса. Колесо може використовуватися як спосіб фізичного навантаження для домашніх котів.

## Домашні коти та фізична активність
Багато домашніх котів утримуються у квартирах або будинках без доступу до прогулянок на вулиці, не привчені до повідця і, як правило, не мають можливості активно рухатися поза межами помешкання. Колесо для котів може сприяти підтриманню здорової ваги та фізичної форми, а також забезпечувати ментальне стимулювання й виступати формою гри та взаємодії котів з господарями. Результат інтересу та використання котом колеса може бути чудовим способом контролю ваги для котів та профілактики ожиріння а також підвищення загальної фізичної активності, проте цей вплив може бути різним залежно від віку та статі, до прикладу, вплив використання колеса для котів має відчутний ефект на збільшення фізичної активності молодих кішок самиць і майже не має впливу на старших котів самців.

## Інтерес до колеса у котів
Не всі коти будуть проявляти інтерес до колеса. Зазвичай це залежить від багатьох факторів, включаючи вік, породу, енергійність та індивідуальні вподобання кота. Навчання та адаптація можуть підвищити шанси на те, що кіт проявить інтерес колеса, особливо якщо починати в ранньому віці і проявити настирливість та терпіння. Станом на першу половину 2025 року немає наукових досліджень та статистики, стосовно відсотку котів, які проявляють інтерес до колеса та які фактори на це впливають.